# Giedo van der Garde
Giedo Gijsbertus Gerrit van der Garde (* 25. April 1985 in Rhenen) ist ein ehemaliger niederländischer Automobilrennfahrer. Er gewann 2008 den Meistertitel der Formel Renault 3.5. Er fuhr von 2009 bis 2012 in der GP2-Serie. 2013 trat er in der Formel 1 an.

## Karriere
Wie viele Motorsportler auch, begann van der Garde 1996 seine Karriere im Kartsport und wechselte danach in die Mini-Junior-Meisterschaft in den Niederlanden, wo er gleich in seiner zweiten Saison die Meisterschaft gewann. In der Saison 2000 fuhr van der Garde in der Formel A und 2001/2002 in der Formel Super A. 2002 wurde Giedo auch Weltmeister in der Formel A in dieser Rennserie.
Für Van Amersfoort Racing startete van der Garde im Jahr 2003 in der niederländischen Formel Renault und wurde auf Anhieb Vierter in der Gesamtwertung. Außerdem wurde er Sechster im Formel Renault 2.0 Eurocup. Ab 2004 sammelte Giedo van der Garde Rennerfahrungen in der Formel-3-Euroserie. In seiner Debütsaison ging der Niederländer für Signature an den Start. Er konnte zwei Podestplätze herausfahren und wurde Neunter in der Gesamtwertung. 2005 blieb van der Garde in der Formel-3-Euroserie und ging für das Team des Formel-1-Weltmeisters Keke Rosberg an den Start. Van der Garde stand erneut zweimal auf dem Podium und wurde ebenfalls Neunter in der Gesamtwertung. 2006 wechselte er zum ASM Team, welches im Vorjahr mit Lewis Hamilton den Fahrertitel gewinnen konnte. Van der Garde stand in der Saison viermal auf dem Podium und konnte das Sprintrennen auf dem Norisring gewinnen. Schließlich wurde er Sechster in der Gesamtwertung und wurde somit von seinen Teamkollegen Paul di Resta und Sebastian Vettel geschlagen.
Am 15. Dezember 2006 gab das Formel-1-Team Super Aguri bekannt, dass man Giedo van der Garde als neuen Testfahrer verpflichtet habe und Sakon Yamamoto nur mehr die Nummer zwei sei. Anfang Februar 2007 wechselte van der Garde überraschend nach wenigen Wochen von Super Aguri zu Spyker, wo er als einer von vier Testfahrern eingesetzt wurde. Der darauf sich berufende Rechtsstreit zwischen Super Aguri und van der Garde dauerte an, da sich Teameigner Aguri Suzuki auf bestehende Verträge berief.

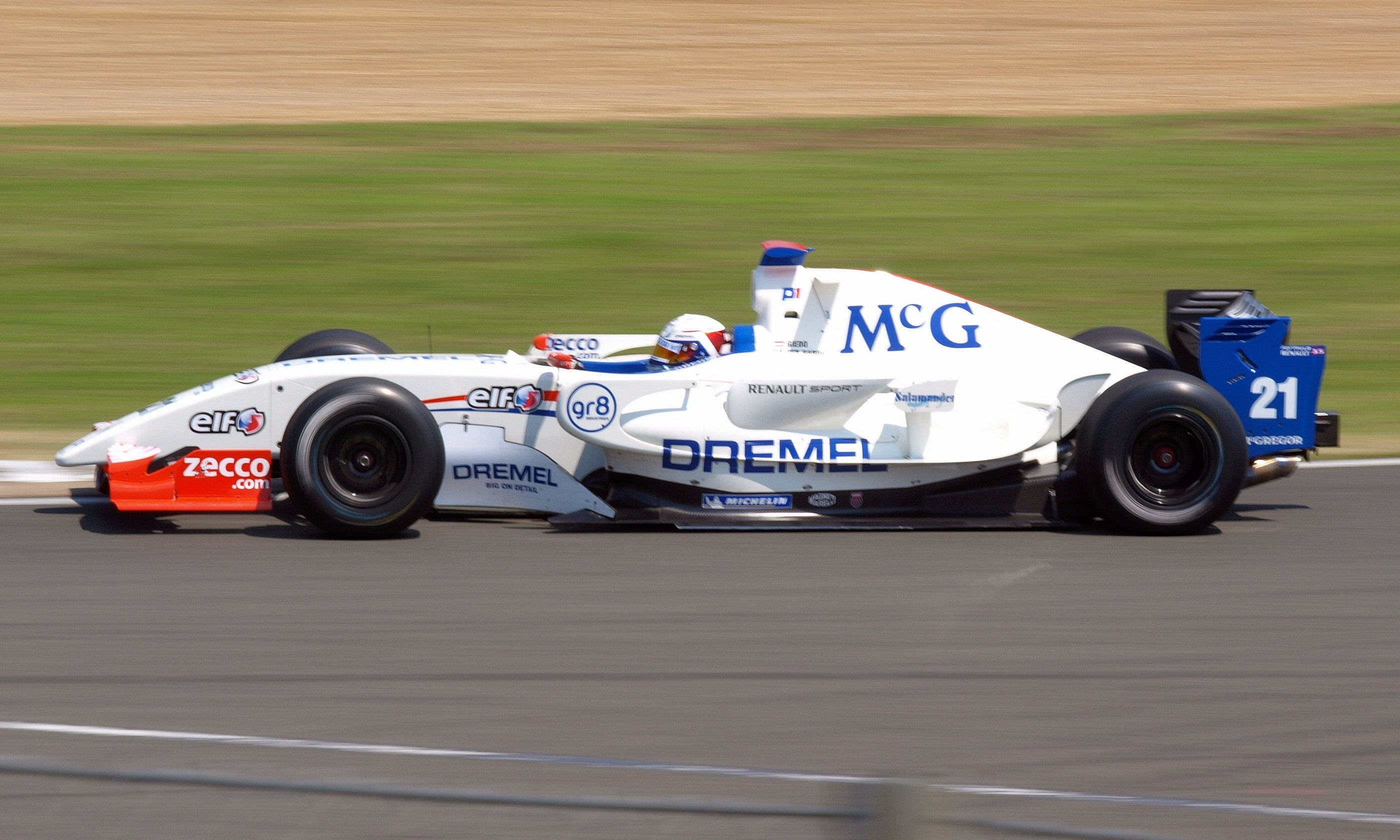
Giedo van der Garde in Silverstone in der Formel Renault 3.5 2008

Neben den Testfahrten für Super Aguri und Spyker fuhr van der Garde in der Saison 2007 in der Formel Renault 3.5 für Victory Engineering und wurde Sechster in der Fahrerwertung. 2008 ging er in der gleichen Rennserie für das Team P1 Motorsport an den Start. Mit fünf Rennsiegen konnte sich van der Garde bereits ein Rennwochenende vor Saisonende den Meistertitel sichern.

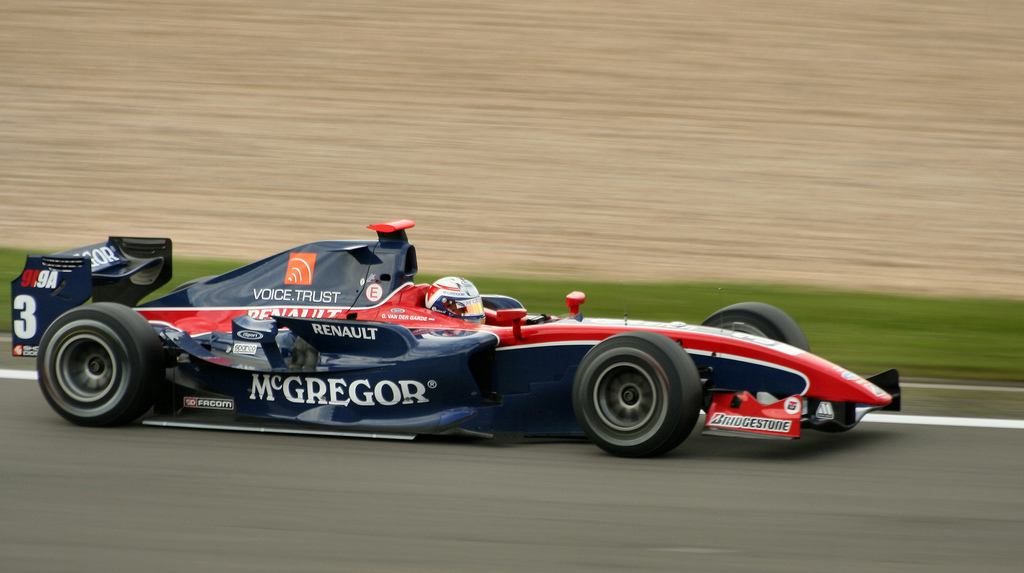
Nürburgring: Van der Garde fuhr 2009 für iSport International in der GP2-Serie

Nach seinem Erfolg in der Formel Renault 3.5 wechselte van der Garde zum GP2-Team iSport International, für das er sowohl in der GP2-Asia-Serie-Saison 2008/2009 als auch in der GP2-Serie 2009 an den Start ging. In der GP2-Asia-Serie belegte van der Garde den zwölften Platz in der Gesamtwertung. In der europäischen GP2-Serie gelang dem Niederländer auf dem Hungaroring sein erster Sieg in der GP2-Serie. Mit weiteren Siegen in Spa-Francorchamps und in Monza belegte er am Saisonende den siebten Gesamtrang. Nur Nico Hülkenberg, der den Meistertitel gewann, konnte in der Saison 2009 mehr Rennen als van der Garde gewinnen.
Für die GP2-Serie 2010 unterschrieb van der Garde einen Vertrag beim spanischen Barwa Addax Team, bei dem er Teamkollege des Mexikaners Sergio Pérez wurde. Um den Yas Marina Circuit kennenzulernen, startete der Niederländer für sein Team zusätzlich beim zweiten Lauf der GP2-Asia-Serie-Saison 2009/2010 und belegte am Saisonende den 34. Platz in dieser Meisterschaft. In der regulären GP2-Serie blieb van der Garde in dieser Saison ohne Sieg und drei zweite Plätze waren seine besten Resultate. Teamintern verlor er das Duell gegen Pérez, der mit fast doppelt so viel Punkten wie er Vizemeister wurde, und beendete die Saison wie im Vorjahr auf dem siebten Platz in der Fahrerwertung.
Nachdem van der Gardes Versuch in die Formel 1 zu wechseln gescheitert war, verlängerte er seinen Vertrag mit dem Barwa Addax Team für die GP2-Asia-Serie-Saison 2011 und die GP2-Serie 2011. In der GP2-Asia-Serie wurde er mit einem zweiten Platz als bestes Resultat Dritter in der Fahrerwertung. In der GP2-Serie belegte er mit fünf Podest-Platzierungen über weite Strecken den zweiten Platz in der Meisterschaft. Da er bei den letzten vier Rennen jedoch nicht punktete, fiel er auf den fünften Rang und damit auch hinter seinem Teamkollegen Charles Pic, der Vierter wurde, zurück. In Valencia verpasste er einen möglichen Sieg, da er in Führung liegend gelbe Flaggen ignorierte und mit einer Durchfahrtsstrafe belegt wurde.
2012 übernahm van der Garde beim Formel-1-Team Caterham die Position des Testfahrers und nahm in dieser Funktion an einigen freien Trainings teil. Zudem trat van der Garde für das GP2-Team von Caterham in der GP2-Serie 2012 an. Beim Hauptrennen in Barcelona gewann er sein erstes GP2-Hauptrennen seit 2009. Mit einem weiteren Sieg und insgesamt sechs Podest-Platzierungen wurde van der Garde Sechster in der Fahrerwertung. Gegen seinen Teamkollegen Rodolfo González, der nur bei einem Rennen punktete, setzte sich van der Garde deutlich durch.
Zur 2013 wechselte van der Garde innerhalb seines Rennstalls vom GP2-Team ins Formel-1-Stammcockpit von Caterham. Er wurde damit erneut Teamkollege von Charles Pic. Bei seinem Debüt in Australien kam er auf dem 18. Platz ins Ziel. Sein bestes Ergebnis war ein 14. Platz in Ungarn. Er beendete seine erste Formel-1-Weltmeisterschaft auf dem 22. Gesamtrang und unterlag damit seinem Teamkollegen Pic, der 20. wurde.
2014 übernahm van der Garde bei Sauber die Position des Formel-1-Test- und Ersatzfahrers. In dieser Funktion nahm er an einigen Freitagstrainings teil. Van der Garde besaß nach mehreren Medienberichten sowie Aussagen von Rennfahrerkollegen einen Stammfahrer-Vertrag mit Sauber für die Formel-1-Weltmeisterschaft 2015. Das Team habe eine entsprechende Option in seinem Testfahrervertrag am 28. Juni 2014 gezogen und auf diese Weise Sponsorengelder in Höhe von 13 Millionen Euro erhalten. Dennoch stellte Sauber mit Marcus Ericsson und Felipe Nasr ein Fahrerduo ohne ihn vor. Wenige Tage vor dem Ende der Saison kam es zum Streit zwischen van der Garde und Sauber, da ihm darüber hinaus zugesagte Testfahrten gestrichen wurden. Van der Garde legte juristische Mittel gegen seine Nicht-Berücksichtigung ein und bekam das Cockpit vor einem lokalen Gericht für den Saisonauftakt in Australien zugesprochen. Kurz vor dem Rennen einigte man sich außergerichtlich und van der Garde verzichtete auf das Rennen. In der Woche nach dem Rennen wurde bekannt, dass der Vertrag zwischen Sauber und van der Garde aufgelöst wurde und van der Garde eine Ausgleichszahlung in Höhe von 15 Millionen Euro erhält.
Im Dezember 2023 gab van der Garde sein Karriereende als Rennfahrer bekannt.

## Persönliches
Van der Garde wird von seinem Schwiegervater Marcel Boekhoorn, einem niederländischen Investor, und dessen Modefirma McGregor unterstützt.

## Statistik

### Karrierestationen
| - 1997–2002: Kartsport - 2003: Niederländische Formel Renault (Platz 4) - 2004: Formel-3-Euroserie (Platz 9) - 2005: Formel-3-Euroserie (Platz 9) - 2006: Formel-3-Euroserie (Platz 6) - 2007: Formel Renault 3.5 (Platz 6) | - 2007: Formel 1 (Testfahrer) - 2008: Formel Renault 3.5 (Meister) - 2009: GP2-Asia-Serie (Platz 12) - 2009: GP2-Serie (Platz 7) - 2010: GP2-Asia-Serie (Platz 34) - 2010: GP2-Serie (Platz 7) | - 2011: GP2-Asia-Serie (Platz 3) - 2011: GP2-Serie (Platz 5) - 2012: GP2-Serie (Platz 6) - 2012: Formel 1 (Testfahrer) - 2013: Formel 1 (Platz 22) - 2014: Formel 1 (Testfahrer) |

### Statistik in der Formel-1-Weltmeisterschaft

#### Gesamtübersicht
| Saison | Team             | Chassis       | Motor          | Rennen | Siege | Zweiter | Dritter | Poles | schn. Rennrunden | Punkte | WM-Pos. |
| ------ | ---------------- | ------------- | -------------- | ------ | ----- | ------- | ------- | ----- | ---------------- | ------ | ------- |
| 2013   | Caterham F1 Team | Caterham CT03 | Renault 2.4 V8 | 19     | −     | −       | −       | −     | −                | −      | 22.     |
| Gesamt | Gesamt           | Gesamt        | Gesamt         | 19     | –     | –       | –       | –     | –                | –      |         |

#### Einzelergebnisse
| Saison | 1  | 2  | 3  | 4   | 5  | 6   | 7  | 8  | 9  | 10 | 11 | 12 | 13 | 14  | 15  | 16 | 17 | 18 | 19 |
| ------ | -- | -- | -- | --- | -- | --- | -- | -- | -- | -- | -- | -- | -- | --- | --- | -- | -- | -- | -- |
| 2013   |    |    |    |     |    |     |    |    |    |    |    |    |    |     |     |    |    |    |    |
| 18     | 15 | 18 | 21 | DNF | 15 | DNF | 18 | 18 | 14 | 16 | 18 | 16 | 15 | DNF | DNF | 18 | 19 | 18 |    |

| Legende  | Legende            | Legende                                                          |
| Farbe    | Abkürzung          | Bedeutung                                                        |
| -------- | ------------------ | ---------------------------------------------------------------- |
| Gold     | –                  | Sieg                                                             |
| Silber   | –                  | 2. Platz                                                         |
| Bronze   | –                  | 3. Platz                                                         |
| Grün     | –                  | Platzierung in den Punkten                                       |
| Blau     | –                  | Klassifiziert außerhalb der Punkteränge                          |
| Violett  | DNF                | Rennen nicht beendet (did not finish)                            |
| Violett  | NC                 | nicht klassifiziert (not classified)                             |
| Rot      | DNQ                | nicht qualifiziert (did not qualify)                             |
| Rot      | DNPQ               | in Vorqualifikation gescheitert (did not pre-qualify)            |
| Schwarz  | DSQ                | disqualifiziert (disqualified)                                   |
| Weiß     | DNS                | nicht am Start (did not start)                                   |
| Weiß     | WD                 | zurückgezogen (withdrawn)                                        |
| Hellblau | PO                 | nur am Training teilgenommen (practiced only)                    |
| Hellblau | TD                 | Freitags-Testfahrer (test driver)                                |
| ohne     | DNP                | nicht am Training teilgenommen (did not practice)                |
| ohne     | INJ                | verletzt oder krank (injured)                                    |
| ohne     | EX                 | ausgeschlossen (excluded)                                        |
| ohne     | DNA                | nicht erschienen (did not arrive)                                |
| ohne     | C                  | Rennen abgesagt (cancelled)                                      |
| ohne     | keine WM-Teilnahme |                                                                  |
| sonstige | P/fett             | Pole-Position                                                    |
| sonstige | 1/2/3/4/5/6/7/8    | Punktplatzierung im Sprint-/Qualifikationsrennen                 |
| sonstige | SR/kursiv          | Schnellste Rennrunde                                             |
| sonstige | *                  | nicht im Ziel, aufgrund der zurückgelegten Distanz aber gewertet |
| sonstige | ()                 | Streichresultate                                                 |
| sonstige | unterstrichen      | Führender in der Gesamtwertung                                   |

### Le-Mans-Ergebnisse
| Jahr | Team                  | Fahrzeug     | Teamkollege     | Teamkollege    | Platzierung     | Ausfallgrund |
| ---- | --------------------- | ------------ | --------------- | -------------- | --------------- | ------------ |
| 2016 | G-Drive Racing        | Gibson 015S  | Simon Dolan     | Jake Dennis    | nicht klassiert |              |
| 2018 | Racing Team Nederland | Dallara P217 | Frits van Eerd  | Jan Lammers    | Rang 11         |              |
| 2019 | Racing Team Nederland | Dallara P217 | Frits van Eerd  | Nyck de Vries  | Rang 26         |              |
| 2020 | Racing Team Nederland | Oreca 07     | Frits van Eerd  | Nyck de Vries  | Rang 19         |              |
| 2021 | Racing Team Nederland | Oreca 07     | Frits van Eerd  | Job van Uitert | Rang 16         |              |
| 2023 | Graff Racing          | Oreca 07     | Roberto Lacorte | Patrick Pilet  | Rang 37         |              |

### Sebring-Ergebnisse
| Jahr | Team                  | Fahrzeug | Teamkollege     | Teamkollege  | Platzierung | Ausfallgrund |
| ---- | --------------------- | -------- | --------------- | ------------ | ----------- | ------------ |
| 2022 | Racing Team Nederland | Oreca 07 | Frits van Eerd  | Dylan Murry  | Rang 8      |              |
| 2023 | TDS Racing            | Oreca 07 | François Hériau | Josh Pierson | Ausfall     | Unfall       |

### Einzelergebnisse in der FIA-Langstrecken-Weltmeisterschaft
| Saison  | Team                                     | Rennwagen                | 1   | 2   | 3   | 4   | 5   | 6   | 7   | 8   | 9   |
| ------- | ---------------------------------------- | ------------------------ | --- | --- | --- | --- | --- | --- | --- | --- | --- |
| 2016    | G-Drive Racing Extreme Speed Motorsports | Gibson 015S Ligier JS P2 | SIL | SPA | LEM | NÜR | MEX | AUS | FUJ | SHA | BAH |
| 2016    | G-Drive Racing Extreme Speed Motorsports | Gibson 015S Ligier JS P2 |     | 12  | DNF |     |     |     | 10  |     | 13  |
| 2018/19 | Racing Team Nederland                    | Dallara P217             | SPA | LEM | SIL | FUJ | SHA | SEB | SPA | LEM |     |
| 2018/19 | Racing Team Nederland                    | Dallara P217             | 28  | 11  | 8   | 21  | 31  | 9   | 12  | 26  |     |
| 2019/20 | Racing Team Nederland                    | Oreca 07                 | SIL | FUJ | SHA | BAH | AUS | SPA | LEM | BAH |     |
| 2019/20 | Racing Team Nederland                    | Oreca 07                 | 7   | 4   | 9   | 8   | 6   | 19  | 5   |     |     |
| 2021    | Racing Team Nederland                    | Oreca 07                 | SPA | POR | MON | LEM | BAH | BAH |     |     |     |
| 2021    | Racing Team Nederland                    | Oreca 07                 | 7   | 13  | 6   | 16  | 8   | 9   |     |     |     |
| 2023    | United Autosports Graff Racing           | Oreca 07                 | SEB | POR | SPA | LEM | MON | FUJ | BAH |     |     |
| 2023    | United Autosports Graff Racing           | Oreca 07                 |     | 10  |     | 37  | 14  |     |     |     |     |